# Základní zákon: Svoboda zaměstnání
Základní zákon: Svoboda zaměstnání (hebrejsky חוק יסוד: חופש העיסוק‎) je základním zákonem Státu Izrael, který byl přijat za účelem ochrany hlavních lidských práv v zemi. Většina soudců Nejvyššího soudu zastává názor, že přijetí tohoto zákona a Základního zákona: Lidská důstojnost a svoboda zahájilo ústavní revoluci.
Tento zákon byl přijat 12. Knesetem 9. března 1994.